# Pangert
Der Pangert ist ein 2550 m ü. A. hoher markanter Gipfel in den Tuxer Alpen in Tirol. 
Er ragt mit einem scharfen Grat aus dem Massiv des Rastkogels (2762 m) weit nach Osten vor (fast 3 km) und bietet dadurch vom unteren Zillertal und der Gerlos-Passstraße einen beeindruckenden Anblick.
Das unbewaldete, von Felswänden durchzogene Rastkogel-Massiv ist stark gegliedert und hat drei deutliche Ausläufer nach Westen, Norden und Osten, wovon letzteren der Pangert darstellt. Auch die beiden anderen „Vorposten“ Hirzer (2725 m, nach Osten) und Gilfert (2505 m, in Richtung Inntal) haben ähnlich schroffe Formen, deren Felshänge trotz verschiedener Kammverläufe vorwiegend Nord-Süd orientiert sind – eine Folge der gerichteten Verschiebungen während der Auffaltung der Alpen.